# Carura
Carura fou una ciutat fronterera de Cària, al límit amb Frígia.